# Liste des intercommunalités de l'Ariège

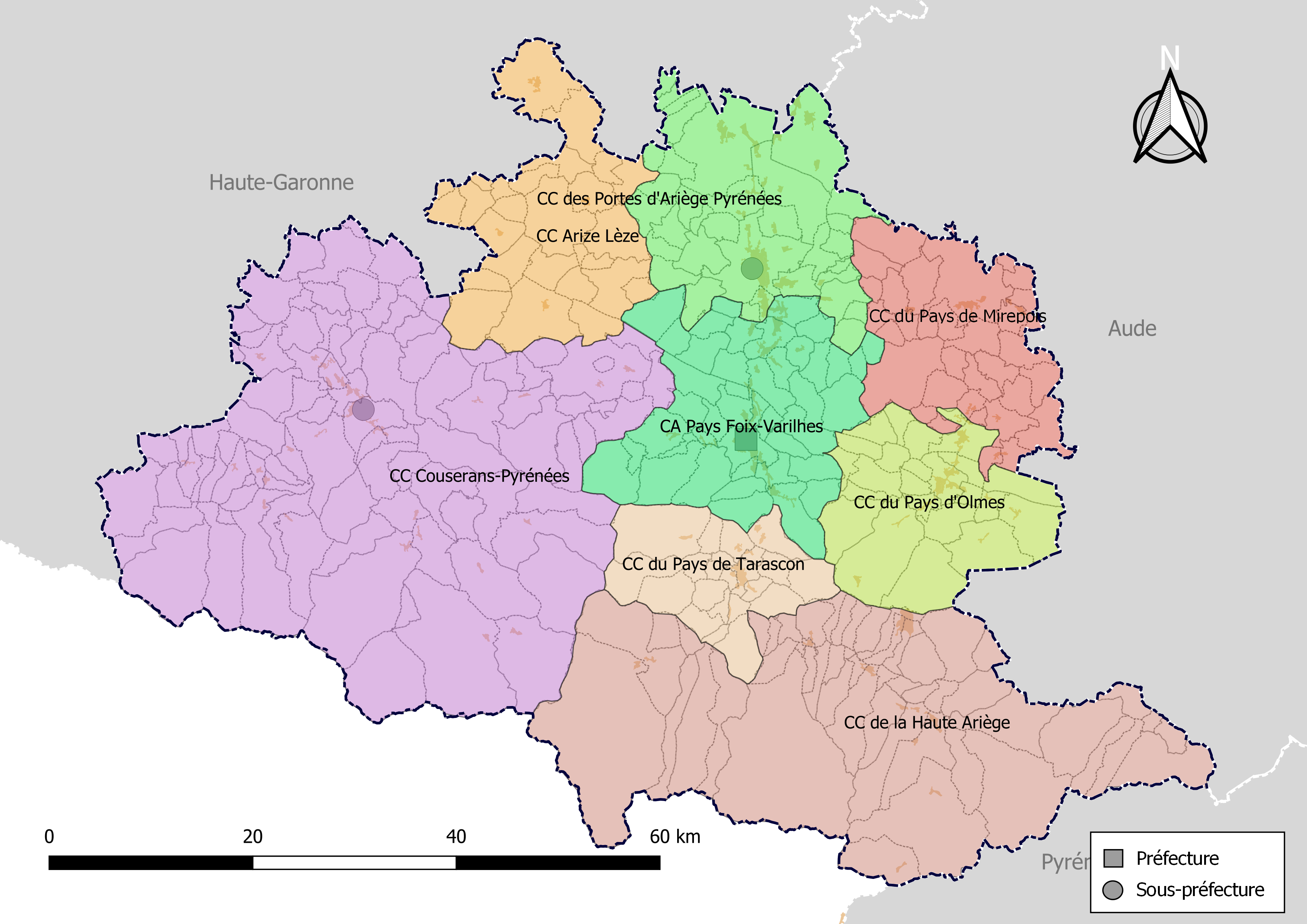
Carte des EPCI de l'Ariège au 1er janvier 2019.

Au 1er janvier 2021, le département de l'Ariège compte 8 intercommunalités à fiscalité propre dont le siège est dans le département (1 communauté d'agglomération et 7 communautés de communes).

## Histoire
Entre 1993 et 2008, la coopération intercommunale a connu un indéniable succès, caractérisé dans le département par une explosion quantitative du nombre des structures (jusqu'à 122 en 2006). Une phase de rationalisation a été engagée après 2006, avec des regroupements et des fusions importantes notamment dans les secteurs de l'eau et de l'assainissement.
La loi du 16 décembre 2010 portant réforme des collectivités territoriales visait trois objectifs :
- Achever la carte intercommunale par le rattachement des dernières communes isolées à des EPCI à fiscalité propre,
- Rationaliser le périmètre des EPCI à fiscalité propre existants,
- Simplifier l’organisation par la suppression des syndicats devenus obsolètes ou n’étant plus pertinents en missions ou en périmètres.

Elle fixait également comme impératif la constitution d’EPCI à fiscalité propre regroupant au moins 5 000 habitants (sauf caractéristiques géographiques particulières de certains espaces, telles que notamment insularité, frontière physique majeure, très faible densité démographique). Dans chaque département, doit être établi avant le 31 décembre 2011 un schéma départemental de coopération intercommunale prévoyant une couverture intégrale du territoire par des établissements publics de coopération intercommunale à fiscalité propre et la suppression des enclaves et discontinuités territoriales, au vu d'une évaluation de la cohérence des périmètres et de l'exercice des compétences des groupements existants.
En 2012, l'Ariège fait partie des 33 départements français dont le schéma départemental de coopération intercommunale n'a pas été adopté avant la date butoir du 31 décembre 2011. La commission départementale de coopération intercommunale (CDIC), qui compte 40 membres représentant les élus et est présidée par le Préfet, se réunit dans le courant de l'année 2012 pour travailler sur le schéma qui devrait être mis en œuvre dans les conditions de droit commun en 2013. Certains élus s'opposent à la démarche en envoyant une lettre ouverte à Manuel Valls demandant purement et simplement l’abrogation de la loi du 10 décembre 2010.
Au 1er janvier 2012, seules 13 communes, représentant 3,3 % de la population du département, n'ont pas encore intégré d'EPCI à fiscalité propre. À l'exception de Saint-Jean-du-Falga qui fait partie de la zone agglomérée de Pamiers et de La Bastide sur l'Hers, il s'agit de communes rurales comportant moins de 400 habitants. Sur ces 13 communes isolées , 12 font l’objet d'un avis favorable de la commission. Seule la commune de Montesquieu-Avantès, vu la complexité de la réalité locale (il devrait y avoir fusion de trois communautés de communes autour de l’agglomération de Saint-Girons), est autorisée à sursoir à statuer dans l'attente du résultat d’une étude en cours de réalisation sur une communauté de communes élargie aux trois communautés de communes de Val Couserans, Bas Couserans, et Agglo de Saint-Girons. La commune rejoint finalement la CC du Val' Couserans en 2013.
Au 1er janvier 2014, l'ensemble du territoire départemental est couvert par un EPCI.

### Intercommunalités depuis le1erjanvier 2018
Au 1er janvier 2018, le département de l'Ariège compte 8 intercommunalités à fiscalité propre dont le siège est dans le département (une communauté d'agglomération et 7 communautés de communes).
| Forme juridique            | Nom                             | no SIREN  | Date de création | Nombre de communes | Population (der. pop. légale) | Superficie (km2) | Densité (hab./km2) | Siège               | Président            |
| -------------------------- | ------------------------------- | --------- | ---------------- | ------------------ | ----------------------------- | ---------------- | ------------------ | ------------------- | -------------------- |
| Communauté d'agglomération | CA Pays Foix-Varilhes           | 200067791 | 1er janvier 2017 | 42                 | 32 187 (2021)                 | 443,80           | 73                 | Foix                | Thomas Fromentin     |
| Communauté de communes     | CC des Portes d'Ariège Pyrénées | 200066231 | 1er janvier 2017 | 34                 | 40 455 (2021)                 | 415,10           | 98                 | Pamiers             | Alain Rochet         |
| Communauté de communes     | CC Couserans-Pyrénées           | 200067940 | 1er janvier 2017 | 94                 | 29 978 (2021)                 | 1 638,70         | 18                 | Saint-Lizier        | Jean-Noël Vigneau    |
| Communauté de communes     | CC du Pays d'Olmes              | 240900464 | 1er janvier 1996 | 24                 | 14 765 (2021)                 | 328,0            | 45                 | Lavelanet           | Marc Sanchez         |
| Communauté de communes     | CC Arize Lèze                   | 200066223 | 1er janvier 2017 | 27                 | 11 039 (2021)                 | 380,50           | 29                 | Le Fossat           | Jean-Claude Courneil |
| Communauté de communes     | CC du Pays de Mirepoix          | 200044469 | 1er janvier 2014 | 33                 | 10 565 (2021)                 | 333,80           | 32                 | Mirepoix            | Alain Toméo          |
| Communauté de communes     | CC du Pays de Tarascon          | 240900431 | 1er janvier 1995 | 20                 | 8 491 (2021)                  | 221,80           | 38                 | Tarascon-sur-Ariège | Philippe Pujol       |
| Communauté de communes     | CC de la Haute Ariège           | 200066363 | 1er janvier 2017 | 51                 | 7 149 (2022)                  | 1 128,30         | 6                  | Luzenac             | Alain Naudy          |

## Intercommunalités jusqu'au31 décembre 2016
Au 1er janvier 2014, l'Ariège compte vingt intercommunalités à fiscalité propre sous la forme de communautés de communes.
| Forme juridique        | Nom                                | N°SIREN           | Type de fiscalité | Date de création  | Siège                  | Président                 | Nombre de communes | Population (hab) | Superficie (km2) | Densité (hab./km2) |
| ---------------------- | ---------------------------------- | ----------------- | ----------------- | ----------------- | ---------------------- | ------------------------- | ------------------ | ---------------- | ---------------- | ------------------ |
| Communauté de communes | CC du Canton de Varilhes           | 240900332         | FPU               | 1/1/1991          | Varilhes               | Roger Sicre               | 18                 | 10 484           | 168,38           | 62                 |
| Communauté de communes | CC du Seronnais 117                | 240900423         | FA                | 1/1/1994          | La Bastide-de-Sérou    | André Rouch               | 16                 | 3 339            | 217,25           | 15                 |
| Communauté de communes | CC du Pays de Foix                 | 240900381         | FPU               | 1/1/1994          | Foix                   | Jean Christophe Bonrepaux | 25                 | 20 884           | 300,09           | 70                 |
| Communauté de communes | CC du Pays de Pamiers              | 240900407         | FA                | 1/1/1994          | Pamiers                | André Trigano             | 24                 | 27 360           | 227,77           | 120                |
| Communauté de communes | CC de Saverdun                     | 240900415         | FA                | 1/1/1994          | Saverdun               | Philippe Calleja          | 11                 | 10 437           | 187,36           | 56                 |
| Communauté de communes | CC du Pays de Tarascon             | 240900431         | FPU               | 1/1/1995          | Tarascon-sur-Ariège    | Alain Duran               | 20                 | 8 871            | 221,75           | 40                 |
| Communauté de communes | CC du Pays d'Olmes                 | 240900464         | FPU               | 1/1/1996          | Lavelanet              | Marc Sanchez              | 23                 | 15 672           | 303,28           | 52                 |
| Communauté de communes | CC du Castillonais                 | 240900472         | FA                | 1/1/1996          | Castillon-en-Couserans | Robert Zonch              | 26                 | 2 973            | 369,56           | 8                  |
| Communauté de communes | CC du Val' Couserans               | 240900498         | FA                | 1/1/1997          | Rivèrenert             | Jean-Claude Dega          | 9                  | 1 696            | 139,5            | 12                 |
| Communauté de communes | CC du Volvestre Ariégeois          | 240900506         | FA                | 1/1/1997          | Sainte-Croix-Volvestre | Yvan Gros                 | 12                 | 2 091            | 119,96           | 17                 |
| Communauté de communes | CC du Bas Couserans                | 240900480         | FA                | 1/1/1997          | Prat-Bonrepaux         | Raymond Coumes            | 11                 | 3 016            | 110,84           | 27                 |
| Communauté de communes | CC du Canton de Massat             | 240900373         | FA                | 1/1/2000          | Massat                 | Michel Icart              | 6                  | 1 891            | 181,8            | 10                 |
| Communauté de communes | CC de Lèze                         | 240900522         | FA                | 1/1/2000          | Le Fossat              | René Massat               | 13                 | 6 588            | 206,99           | 32                 |
| Communauté de communes | CC du Canton d'Oust                | 240900357         | FA                | 12/7/2000         | Seix                   | Julien Souquet            | 8                  | 3 012            | 385,37           | 8                  |
| Communauté de communes | CC de l'Arize                      | 240900530         | FA                | 1/1/2000          | Le Mas-d'Azil          | Raymond Berdou            | 14                 | 4 216            | 173,53           | 24                 |
| Communauté de communes | CC des Vallées d'Ax                | 240900266         | FPU               | 1/1/2002          | Luzenac                | Christian Loubet          | 39                 | 5 585            | 692,41           | 8                  |
| Communauté de communes | CC d'Auzat et du Vicdessos         | 240900316         | FA                | 1/1/2002          | Auzat                  | Bernard Piquemal          | 10                 | 1 440            | 315,22           | 5                  |
| Communauté de communes | CC de l'Agglomération de St-Girons | 240900324         | FA                | 1/1/2002          | Saint-Girons           | François Murillo          | 7                  | 11 926           | 114,46           | 104                |
| Communauté de communes | CC du Donezan                      | 240900555         | FA                | 1/1/2004          | Le Pla                 | Francis Magdalou          | 7                  | 534              | 120,65           | 4                  |
| Communauté de communes | CC du Pays de Mirepoix             | 200044469         | FPU               | 1/1/2014          | Mirepoix               | Jean-Jacques Michau       | 33                 | 10 271           | 333,75           | 31                 |
| TOTAL département      | TOTAL département                  | TOTAL département | TOTAL département | TOTAL département | TOTAL département      | TOTAL département         | 332                | 152 286          | 4889,92          | 31                 |

Au 1er janvier 2014, dix intercommunalités sur les vingt avaient moins de 5 000 habitants, seuil plancher fixé par la loi du 16 décembre 2010 portant réforme des collectivités territoriales, soit 50 % des communes, et dix-huit moins de 20 000, le nouveau seuil préconisé dans le projet de loi portant nouvelle organisation territoriale de la République déposé en Conseil des Ministres du 18 juin 2014.
| Nombre d'intercommunalités par tranche de population | Nombre d'intercommunalités par tranche de population | Nombre d'intercommunalités par tranche de population | Nombre d'intercommunalités par tranche de population | Nombre d'intercommunalités par tranche de population |
| moins de 5 000                                       | moins de 10 000                                      | moins de 20 000                                      | moins de 100 000                                     | plus de 100 000                                      |
| ---------------------------------------------------- | ---------------------------------------------------- | ---------------------------------------------------- | ---------------------------------------------------- | ---------------------------------------------------- |
| 10                                                   | 13                                                   | 18                                                   | 20                                                   | 0                                                    |
| 50 %                                                 | 65 %                                                 | 90 %                                                 | 100 %                                                | 0                                                    |

## Liste des syndicats
Au 31 mars 2011, le département compte 80 syndicats, un chiffre relativement faible par rapport à la moyenne nationale (130 syndicats par département), et par rapport aux départements comparables de la région Midi-Pyrénées (138 dans les Hautes-Pyrénées, 121 dans le Gers). Chaque commune appartient en moyenne à 2 SIVU ou SIVOM, sensiblement moins que dans les secteurs contigus des départements voisins de l'Aude, de la Haute-Garonne et des Pyrénées-Orientales.
Le nombre de syndicats passe de 69 à 46 entre 2014 et 2020.
Au 1er janvier 2020, le département compte 6 SIVOM, 24 syndicats intercommunaux à vocation unique (SIVU), 9 syndicats mixtes fermés (SMF) et 7 syndicats mixtes ouverts (SMO).
| Nature juridique | Nom du groupement                                                                         | N° SIREN  | Commune Siège               | Arron. | interdép. | Date d'effet | Nombre de membres | Nombre de Compétences exercées |
| ---------------- | ----------------------------------------------------------------------------------------- | --------- | --------------------------- | ------ | --------- | ------------ | ----------------- | ------------------------------ |
| SIVOM            | SIVOM Vallée du Touyre                                                                    | 240900050 | Lavelanet                   | 1      |           | 26/3/1964    | 6                 | 4                              |
| SIVOM            | Syndicat intercommunal de voirie travaux publics et de bâtiments du Canton de Lavelanet   | 250900727 | Lavelanet                   | 1      |           | 2/2/1984     | 21                | 1                              |
| SIVOM            | Syndicat interc. divers forestier et Pastoral Orgeix - Orlu                               | 250900016 | Orlu                        | 1      |           | 30/4/1974    | 2                 | 2                              |
| SIVOM            | Syndicat interc. des eaux du Soudour                                                      | 250900453 | Tarascon-sur-Ariège         | 1      |           | 7/8/1957     | 10                | 3                              |
| SIVOM            | SIVOM de la Vallée du Crieu                                                               | 240900225 | Coussa                      | 2      |           | 4/6/1976     | 6                 | 4                              |
| SIVOM            | SIVOM de la Vallée du Douctouyre                                                          | 240900191 | Dun                         | 2      |           | 24/11/1964   | 7                 | 6                              |
| SIVOM            | Syndicat intercommunal des eaux et de l'assainissement de la Bastide Sur l'Hers-le Peyrat | 250900545 | La Bastide-sur-l'Hers       | 2      |           | 4/2/1952     | 2                 | 2                              |
| SIVOM            | SIVOM du Plantaurel                                                                       | 240900274 | Montégut-Plantaurel         | 2      |           | 7/8/1986     | 4                 | 5                              |
| SIVOM            | Syndicat interc. divers du Terrefort                                                      | 240900514 | Sainte-Suzanne              | 2      |           | 27/4/1999    | 3                 | 4                              |
| SIVOM            | SIVOM du Terrefort                                                                        | 240900183 | Saint-Victor-Rouzaud        | 2      |           | 2/8/1965     | 13                | 4                              |
| SIVOM            | SIVOM du Canton de Varilhes                                                               | 240900217 | Varilhes                    | 2      |           | 16/2/1979    | 4                 | 2                              |
| SIVOM            | SIVOM du Canton de Saint-Lizier                                                           | 240900100 | Saint-Lizier                | 3      |           | 22/1/1964    | 17                | 4                              |
| SIVOM            | Syndicat interc. des eaux du Couserans                                                    | 250900404 | Saint-Lizier                | 3      | O         | 6/7/1948     | 41                | 3                              |
| SIVOM            | Syndicat de Communes du Biros                                                             | 250901089 | Sentein                     | 3      |           | 12/2/1986    | 5                 | 2                              |
| SIVU             | Syndicat interc. des eaux Niaux - Capoulet                                                | 250900461 | Capoulet-et-Junac           | 1      |           | 5/10/1955    | 3                 | 1                              |
| SIVU             | SIVE Prayols - Ferrieres                                                                  | 250901501 | Ferrières-sur-Ariège        | 1      |           | 8/3/1993     | 2                 | 1                              |
| SIVU             | SIVE Saint-Jean de Verges - Crampagna - Loubières                                         | 250901105 | Saint-Jean-de-Verges        | 1      |           | 14/10/1986   | 3                 | 1                              |
| SIVU             | Syndicat interc. Aménagement SIEMACOF                                                     | 250900164 | Saint-Pierre-de-Rivière     | 1      |           | 29/8/1968    | 22                | 1                              |
| SIVU             | SIVE St Pierre de Rivière - Ganac - Brassac                                               | 250900800 | Saint-Pierre-de-Rivière     | 1      |           | 17/6/1985    | 3                 | 1                              |
| SIVU             | SIVE de Vernajoul et Baulou                                                               | 250901634 | Vernajoul                   | 1      |           | 30/6/1997    | 2                 | 2                              |
| SIVU             | Syndicat interc. divers Pour le recrutement ouvrier Pour Patrimoine                       | 250900511 | Aigues-Vives                | 2      |           | 28/2/1975    | 4                 | 1                              |
| SIVU             | Syndicat interc. des eaux de Besset - Coutens                                             | 250900586 | Besset                      | 2      |           | 2/9/1966     | 2                 | 1                              |
| SIVU             | SIVE rpi - St - Quentin la Tour                                                           | 250901576 | Camon                       | 2      |           | 21/3/1996    | 5                 | 1                              |
| SIVU             | SIVE rpi de Cante, Labatut, lissac et Saint quirc                                         | 250901790 | Canté                       | 2      |           | 11/6/2003    | 4                 | 1                              |
| SIVU             | SIVE de la Vallée de l'Arize                                                              | 250901733 | Daumazan-sur-Arize          | 2      |           | 24/12/2002   | 8                 | 2                              |
| SIVU             | Syndicat interc. Aménagement du douctouyre                                                | 250901097 | Dun                         | 2      |           | 10/11/1981   | 8                 | 1                              |
| SIVU             | Syndicat interc. divers de télévision Ste-colombe la Bastide Sur l'Hers                   | 250900529 | La Bastide-sur-l'Hers       | 2      | O         | 20/3/1972    | 4                 | 2                              |
| SIVU             | Syndicat intercommunal du terrain de Sport                                                | 250900537 | La Bastide-sur-l'Hers       | 2      |           | 21/3/1972    | 2                 | 0                              |
| SIVU             | Syndicat d'alimentation en eau Potable du Pays d'Olmes                                    | 250900552 | Laroque-d'Olmes             | 2      |           | 2/8/1960     | 7                 | 1                              |
| SIVU             | SIVU de la Lèze                                                                           | 200020501 | Le Fossat                   | 2      |           | 11/6/2009    | 10                | 1                              |
| SIVU             | SIVE de la vallée de l'Hers                                                               | 250901337 | Les Pujols                  | 2      |           | 6/9/1990     | 7                 | 1                              |
| SIVU             | Syndicat interc. électrique de Saint-quirc                                                | 250900693 | Lissac                      | 2      |           | 6/10/1923    | 4                 | 0                              |
| SIVU             | SIVE interdépartemental Aude - Ariège                                                     | 250901519 | Moulin-Neuf                 | 2      | O         | 24/5/1993    | 10                | 1                              |
| SIVU             | SIVE Rieux de Pelleport - Benagues - Artix - St Bauzeil                                   | 250901782 | Rieux-de-Pelleport          | 2      |           | 11/6/2003    | 4                 | 1                              |
| SIVU             | Syndicat interc. Aménagement hydraulique de la Basse Vallée de l'Ariège                   | 250900636 | Saverdun                    | 2      | O         | 18/11/1966   | 32                | 1                              |
| SIVU             | SIVE de la Vallée du Crieu                                                                | 250901345 | Ségura                      | 2      |           | 5/9/1990     | 3                 | 1                              |
| SIVU             | Syndicat interc. divers forestier de Sentenac de Serou                                    | 250900065 | Castelnau-Durban            | 3      |           | 29/7/1991    | 4                 | 1                              |
| SIVU             | SIVE du Bas Castillonnais                                                                 | 200004604 | Engomer                     | 3      |           | 29/8/2006    | 3                 | 1                              |
| SIVU             | SIVE du massif de l'Arize                                                                 | 250901451 | Esplas-de-Sérou             | 3      |           | 21/9/1992    | 4                 | 1                              |
| SIVU             | SIVE du lens                                                                              | 250901543 | Fabas                       | 3      |           | 8/9/1994     | 4                 | 1                              |
| SIVU             | SIVE de massat, le Port, Biert et Boussenac                                               | 250901816 | Le Port                     | 3      |           | 27/6/2003    | 4                 | 1                              |
| SIVU             | Syn.intercommunal de développement du Site de l'étang de Lers                             | 250901113 | Massat                      | 3      |           | 28/7/1986    | 2                 | 0                              |
| SIVU             | SIVE de la Haute Bellongue                                                                | 250901444 | Saint-Jean-du-Castillonnais | 3      |           | 10/8/1992    | 8                 | 1                              |
| SIVU             | SIVE de la vallée du Biros                                                                | 250901717 | Sentein                     | 3      |           | 8/7/2002     | 5                 | 1                              |
| SMF              | Syndicat mixte des quatre rivières                                                        | 250901436 | Lavelanet                   | 1      |           | 13/3/1990    | 12                | 1                              |
| SMF              | Syndicat mixte d'hébergement de loisirs de la Haute Ariège                                | 250901618 | Luzenac                     | 1      |           | 7/5/1997     | 4                 | 1                              |
| SMF              | Syndicat mixte d'Aménagement des rivières : Haute Ariège, Vicdessos, Pays de foix (SYMAR) | 250901659 | Luzenac                     | 1      |           | 28/12/1998   | 4                 | 1                              |
| SMF              | Syndicat mixte départemental des collectivités électrifiées                               | 250900180 | Saint-Jean-de-Verges        | 1      |           | 21/4/1951    | 329               | 0                              |
| SMF              | synd.mixte tourisme des vallées du Tarasconnais et du Vicdessos                           | 250901857 | Tarascon-sur-Ariège         | 1      |           | 13/10/2003   | 2                 | 1                              |
| SMF              | Syndicat mixte Arize-lèze de Coopération transfrontalière                                 | 200011526 | Carla-Bayle                 | 2      |           | 21/11/2007   | 4                 | 1                              |
| SMF              | Syndicat mixte gestion rivière Arize Smigra                                               | 250901600 | Le Mas-d'Azil               | 2      |           | 5/11/1996    | 12                | 1                              |
| SMF              | Syndicat mixte de l'Hers et ses affluents                                                 | 250901311 | Mirepoix                    | 2      | O         | 21/2/1990    | 28                | 1                              |
| SMF              | Syndicat mixte pour la création et la gestion d'aires de grand passage en Ariège          | 200005593 | Pamiers                     | 2      |           | 12/9/2006    | 49                | 1                              |
| SMF              | Syndicat interc. Aménagement du Crieu Siac                                                | 250900735 | Pamiers                     | 2      |           | 10/11/1981   | 12                | 1                              |
| SMF              | Syndicat mixte de restauration des rivières de la Plaine de l'Ariège                      | 250901691 | Pamiers                     | 2      |           | 29/11/2001   | 18                | 1                              |
| SMF              | Syndicat mixte Smectom du Plantaurel                                                      | 240900399 | Varilhes                    | 2      |           | 4/6/1987     | 13                | 3                              |
| SMF              | Syndicat mixte du Scot de la vallée de l'Ariège                                           | 200024875 | Verniolle                   | 2      |           | 13/4/2010    | 5                 | 1                              |
| SMF              | Syndicat mixte forestier Arp et Coubla                                                    | 250900339 | Alos                        | 3      |           | 10/4/1979    | 4                 | 1                              |
| SMF              | Syndicat mixte Sictom du Couserans                                                        | 250900818 | Saint-Girons                | 3      |           | 3/5/1985     | 9                 | 1                              |
| SMF              | Syndicat mixte village vacances Guzet Sivigu                                              | 250901246 | Saint-Girons                | 3      |           | 30/6/1989    | 2                 | 1                              |
| SMF              | Syndicat mixte Sycoserp                                                                   | 250901675 | Saint-Girons                | 3      | O         | 26/1/2000    | 9                 | 2                              |
| SMF              | Syndicat mixte du Pays Couserans                                                          | 250901741 | Saint-Lizier                | 3      |           | 12/12/2002   | 9                 | 1                              |
| SMO              | Syndicat mixte Création-exploitation Aérodrome Pamiers-les Pujols                         | 250900149 | Foix                        | 1      |           | 15/7/1993    | 3                 | 1                              |
| SMO              | Syndicat mixte de guzet                                                                   | 250901527 | Foix                        | 1      |           | 22/6/1993    | 3                 | 1                              |
| SMO              | Syndicat mixte de Prefiguration Pnr                                                       | 250901881 | La Bastide-de-Sérou         | 1      | O         | 1/7/2005     | 144               | 1                              |
| SMO              | Syndicat mixte de l'eau et de l'assainissement de l'Ariège                                | 250901873 | Saint-Paul-de-Jarrat        | 1      | O         | 5/7/2005     | 278               | 3                              |
| SMO              | Syndicat mixte aménagement hydraulique Vallée de la leze                                  | 250900479 | Le Fossat                   | 2      | O         | 8/11/1976    | 10                | 1                              |
| SMO              | Syndicat mixte pour la réhabilitation des abattoirs de Pamiers                            | 200022325 | Pamiers                     | 2      |           | 30/9/2009    | 3                 | 1                              |
| SMO              | Syndicat mixte de l'Artillac                                                              | 250901212 | Rimont                      | 3      |           | 3/5/1988     | 30                | 3                              |